# Everything Must Change
Albums de Orange Blossom
Orange Blossom
(1997) Under the Shade of Violets
(2014)
Everything Must Change est le second album du groupe français Orange Blossom de musique electro-musique du monde sorti le 28 février 2005 sur le label Bonsaï Music de EMI.

## Historique de l'album
Cet album parait huit ans après le premier, notamment en raison des difficultés du groupe à trouver une chanteuse, qui finalement sera Leïla Bounous. Avec elle, Carlos Robles Arena et P.J. Chabot vont poursuivre la composition des chansons de l'album dont elle écrit la plupart des paroles. L'album est dédié au joueur égyptien d'arghoul Mostafa Abdel Aziz.
L'album, qui s'est classé trois semaines dans le top 200 des meilleures ventes en France – atteignant le 141e rang–, s'est vendu au total à plus de 30 000 exemplaires depuis sa parution. Il est par ailleurs remarqué par Robert Plant du groupe Led Zeppelin qui leur propose d'assurer les premières parties de sa tournée française de mars-avril 2006 et d'une quinzaine de concerts lors de sa tournée mondiale en 2007-2008 avec Alison Krauss.

## Titres de l'album
1. Maldito – 4 min 17 s
2. Habibi – 4 min 58 s
3. Cheft El Khof – 6 min 52 s
4. Desert Dub – 5 min 47 s
5. Blama – 4 min 43 s
6. Yazaman – 6 min 30 s
7. Denya – 3 min 49 s
8. Nafsi – 5 min 36 s
9. Souffrance – 4 min 59 s
10. Bendimina et Ayoub (morceau caché) – 11 min 37 s

## Musiciens
- Leïla Bounous, chant
- P.J. Chabot, violon
- Carlos Robles Arena, programmation et percussions
- Mathias Vaguenez, bougarabou et djembé